# Rio Lima
Rio Lima este o arie protejată (sit de importanță comunitară — SCI) din Portugalia întinsă pe o suprafață de 5.371,17 ha, integral pe uscat.

## Localizare
Centrul sitului Rio Lima este situat la coordonatele 41°42′45″N 8°42′39″W / 41.7126°N 8.7107°V.

## Înființare
Situl Rio Lima a fost declarat sit de importanță comunitară în iunie 1997 pentru a proteja 34 de specii de animale.

## Biodiversitate
Situată în ecoregiunea atlantică, aria protejată conține 13 habitate naturale: Estuare, Salicornia și alte specii anuale care populează regiunile mlăștinoase și nisipoase, Pajiștile Spartina (Spartinion maritimae), Pășuni atlantice udate de apa mării (Glauco-Puccinellietalia maritimae), Tufărișuri halofile mediteraneene și termo-atlantice (Sarcocornetea fruticosi), Lacuri și iazuri distrofice naturale, Pajiști umede atlantice temperate cu Erica ciliaris și Erica tetralix, Pajiști uscate europene, Pajiști cu Molinia pe soluri calcaroase, turboase sau argilos-nămoloase (Molinion caeruleae), Mlaștini turboase de tranziție și turbării mișcătoare, Roci stâncoase cu vegetație pionieră de Sedo-Scleranthion sau Sedo albi-Veronicion dillenii, Păduri aluvionare cu Alnus glutinosa și Fraxinus excelsior (Alno-Padion, Alnion incanae, Salicion albae), Păduri de stejar galițio-portugheze cu Quercus robur și Quercus pyrenaica.
La baza desemnării sitului se află mai multe specii protejate:
- păsări (21): lăcar-de-lac (Acrocephalus scirpaceus), pescăruș albastru (Alcedo atthis), fâsă de luncă (Anthus pratensis), fâsă de pădure (Anthus spinoletta), pietruș (Arenaria interpres), fugaci de țărm (Calidris alpina), caprimulg (Caprimulgus europaeus), prepeliță (Coturnix coturnix), egretă mică (Egretta garzetta), stârc pitic (Ixobrychus minutus), pescăruș negricios (Larus fuscus), grelușel-de-zăvoi (Locustella luscinioides), Locustella naevia, ciocârlie de pădure (Lullula arborea), codobatura galbenă (Motacilla flava), pitulice de munte (Phylloscopus collybita), pitulice-fluierătoare (Phylloscopus trochilus), chiră de mare (Sterna sandvicensis), turturică (Streptopelia turtur), silvie de tufiș (Sylvia undata), sturz-cântător (Turdus philomelos)
- amfibieni (1): Chioglossa lusitanica
- mamifere (2): Galemys pyrenaicus, vidră de râu (Lutra lutra)
- nevertebrate (3): Coenagrion mercuriale, fluturele auriu (Euphydryas aurinia), Oxygastra curtisii
- pești (6): Achondrostoma oligolepis, Alosa alosa, Alosa fallax, Petromyzon marinus, Pseudochondrostoma duriense, somonul (Salmo salar)
- reptile (1): Lacerta schreiberi

Pe lângă speciile protejate, pe teritoriul sitului au mai fost identificate 10 specii de plante, 3 specii de amfibieni, 1 specie de mamifere, 4 specii de pești, 2 specii de reptile.